# Olympische Geschichte Paraguays
| Gelbes Symbol für Goldmedaillen mit stilisierten Olympischen Ringen | Graues Symbol für Silbermedaillen mit stilisierten Olympischen Ringen | Braundes Symbol für Bronzemedaillen mit stilisierten Olympischen Ringen |
| ------------------------------------------------------------------- | --------------------------------------------------------------------- | ----------------------------------------------------------------------- |
| —                                                                   | 1                                                                     | —                                                                       |

Paraguay, dessen NOK, das Comité Olímpico Paraguayo, 1970 gegründet wurde, schickt seit 1968 Sportler zu den Olympischen Sommerspielen. Bis auf 1980 nahm Paraguay an allen folgenden Sommerspielen teil. An Winterspielen jedoch nahmen paraguayische Sportler erstmals 2014 teil. Jugendliche Sportler nahmen an beiden bislang ausgerichteten Jugend-Sommerspielen teil.

## Übersicht

### Sommerspiele
Der Fechter Rodolfo de la Ponte war am 15. Oktober 1968 in Mexiko-Stadt der erste Olympionike Paraguays. Die ersten Frauen Paraguays bei Olympischen Spielen waren am 30. Juli 1992 in Barcelona die Tennisspielerinnen Rossana de los Ríos und Larissa Schaerer im Damen-Doppel.
Paraguay folgte dem Boykottaufruf der USA und blieb den Spielen von Moskau 1980 fern.
Seit Beginn der Teilnahme Paraguays traten die Athleten des Landes im Fechten (seit 1968), der Leichtathletik und dem Schießen (seit 1972), im Schwimmen (seit 1976), im Judo und Boxen (seit 1984), im Tennis (seit 1988), im Fußball (seit 1992), im Segeln (seit 1996), im Rudern (seit 2004), im Tischtennis (seit 2008) und im Golf (seit 2016) an den Start.
Die Fußballmannschaften Paraguays waren bisher am erfolgreichsten. 1992 qualifizierten sich die Männer bei ihrer ersten Teilnahme mit einem Sieg und zwei Unentschieden in der Vorrunde für das Viertelfinale, in dem sie Ghana mit 2:4 nach Verlängerung unterlagen. Besser schnitten sie dann 2004 ab. Mit zwei Vorrundensiegen wurde wieder das Viertelfinale erreicht. Nach einem 3:2-Sieg über Südkorea ging es ins Halbfinale. Hier besiegte man den Irak mit 3:1. Im Finale unterlag Paraguay dann Argentinien mit 0:1, hatte aber damit die erste olympische Medaille für Paraguay gewonnen.

### Winterspiele
Das olympische Winterdebüt Paraguays fand 2014 in Sotschi statt. Erste Winterolympionikin ihres Landes war am 11. Februar 2014 die Freestyle-Skifahrerin Julia Marino.

### Jugendspiele
Fünf jugendliche Sportler, zwei Jungen und drei Mädchen, gingen bei der ersten Austragung von Olympischen Jugend-Sommerspielen 2010 in Singapur in der Leichtathletik, im Schwimmen, im Tischtennis und im Tennis an den Start. Im Doppel mit der#m Venezolaner Ricardo Rodríguez verlor Tennisspieler Diego Galeano das Spiel um die Bronzemedaille.
2014 in Nanjing nahmen zehn paraguayische Athleten, vier Jungen und sechs Mädchen, teil. Sie traten in der Leichtathletik, im Tischtennis, im Schwimmen, im Beach-Volleyball, beim Reiten und beim Rudern an. Die Springreiterin Valeria Jiménez gewann mit der Gemischten Mannschaft die Silbermedaille. Diese Medaille ist nicht im Medaillenspiegel Paraguays verzeichnet. Die Ruderin Alejandra Alonso erreichte im Einer Platz 6, der Schwimmer Matias Chaparro über 200 Meter Rücken Platz 8.

## Übersicht der Teilnehmer

### Sommerspiele
| Jahr      | Athleten           | Athleten           | Athleten           | Flaggenträger        | Sportarten         | Sportarten         | Sportarten         | Sportarten         | Sportarten         | Sportarten         | Sportarten         | Sportarten         | Sportarten         | Sportarten         | Sportarten         | Sportarten         | Medaillen          | Medaillen          | Medaillen          | Medaillen          | Rang               |
| Jahr      | Gesamt             | Männer             | Frauen             | Flaggenträger        | Fechten            | Leichtathletik     | Schießen           | Schwimmen          | Judo               | Boxen              | Tennis             | Fußball            | Segeln             | Rudern             | Tischtennis        | Golf               |                    |                    |                    | Total              | Rang               |
| --------- | ------------------ | ------------------ | ------------------ | -------------------- | ------------------ | ------------------ | ------------------ | ------------------ | ------------------ | ------------------ | ------------------ | ------------------ | ------------------ | ------------------ | ------------------ | ------------------ | ------------------ | ------------------ | ------------------ | ------------------ | ------------------ |
| 1896–1964 | nicht teilgenommen | nicht teilgenommen | nicht teilgenommen | nicht teilgenommen   | nicht teilgenommen | nicht teilgenommen | nicht teilgenommen | nicht teilgenommen | nicht teilgenommen | nicht teilgenommen | nicht teilgenommen | nicht teilgenommen | nicht teilgenommen | nicht teilgenommen | nicht teilgenommen | nicht teilgenommen | nicht teilgenommen | nicht teilgenommen | nicht teilgenommen | nicht teilgenommen | nicht teilgenommen |
| 1968      | 1                  | 1                  | 0                  |                      | 1                  |                    |                    |                    |                    |                    |                    |                    |                    |                    |                    |                    |                    |                    |                    |                    |                    |
| 1972      | 3                  | 3                  | 0                  | Arnulfo Ruben Becker |                    | 2                  | 1                  |                    |                    |                    |                    |                    |                    |                    |                    |                    |                    |                    |                    |                    |                    |
| 1976      | 4                  | 4                  | 0                  | Julio Abreu          | 1                  | 1                  | 1                  | 1                  |                    |                    |                    |                    |                    |                    |                    |                    |                    |                    |                    |                    |                    |
| 1980      | nicht teilgenommen | nicht teilgenommen | nicht teilgenommen | nicht teilgenommen   | nicht teilgenommen | nicht teilgenommen | nicht teilgenommen | nicht teilgenommen | nicht teilgenommen | nicht teilgenommen | nicht teilgenommen | nicht teilgenommen | nicht teilgenommen | nicht teilgenommen | nicht teilgenommen | nicht teilgenommen | nicht teilgenommen | nicht teilgenommen | nicht teilgenommen | nicht teilgenommen | nicht teilgenommen |
| 1984      | 14                 | 14                 | 0                  | Max Narváez          |                    | 5                  | 6                  |                    | 1                  | 2                  |                    |                    |                    |                    |                    |                    |                    |                    |                    |                    |                    |
| 1988      | 10                 | 10                 | 0                  | Ramón Jiménez-Gaona  | 2                  | 3                  |                    |                    | 1                  | 2                  | 2                  |                    |                    |                    |                    |                    |                    |                    |                    |                    |                    |
| 1992      | 27                 | 24                 | 3                  | Ramón Jiménez-Gaona  | 2                  | 3                  |                    | 2                  | 1                  |                    | 2                  | 17                 |                    |                    |                    |                    |                    |                    |                    |                    |                    |
| 1996      | 7                  | 6                  | 1                  | Ramón Jiménez-Gaona  | 1                  | 2                  |                    | 2                  | 1                  |                    |                    |                    | 1                  |                    |                    |                    |                    |                    |                    |                    |                    |
| 2000      | 5                  | 2                  | 3                  | Nery Kennedy         |                    | 2                  |                    | 2                  |                    |                    | 1                  |                    |                    |                    |                    |                    |                    |                    |                    |                    |                    |
| 2004      | 22                 | 20                 | 2                  | Rocio Rivarola       |                    | 2                  |                    | 1                  |                    |                    |                    | 17                 |                    | 2                  |                    |                    |                    | 1                  |                    | 1                  | 65                 |
| 2008      | 7                  | 3                  | 4                  | Víctor Fatecha       |                    | 2                  | 1                  | 2                  |                    |                    |                    |                    | 1                  |                    | 1                  |                    |                    |                    |                    |                    |                    |
| 2012      | 8                  | 4                  | 4                  | Ben Hockin           |                    | 1                  |                    | 2                  | 1                  |                    | 1                  |                    |                    | 1                  | 1                  |                    |                    |                    |                    |                    |                    |
| 2016      | 11                 | 6                  | 5                  | Julieta Granada      |                    | 2                  | 1                  | 2                  |                    |                    | 1                  |                    |                    | 2                  | 1                  | 2                  |                    |                    |                    |                    |                    |
| Gesamt    | Gesamt             | Gesamt             | Gesamt             | Gesamt               | Gesamt             | Gesamt             | Gesamt             | Gesamt             | Gesamt             | Gesamt             | Gesamt             | Gesamt             | Gesamt             | Gesamt             | Gesamt             | Gesamt             | 0                  | 1                  | 0                  | 1                  | 115                |

### Winterspiele
| Jahr      | Athleten           | Athleten           | Athleten           | Flaggenträger      | Sportarten         | Medaillen          | Medaillen          | Medaillen          | Medaillen          | Medaillen          |
| Jahr      | Gesamt             | m                  | w                  | Flaggenträger      | Freestyle Ski      |                    |                    |                    | Gesamt             | Rang               |
| --------- | ------------------ | ------------------ | ------------------ | ------------------ | ------------------ | ------------------ | ------------------ | ------------------ | ------------------ | ------------------ |
| 1924–2010 | nicht teilgenommen | nicht teilgenommen | nicht teilgenommen | nicht teilgenommen | nicht teilgenommen | nicht teilgenommen | nicht teilgenommen | nicht teilgenommen | nicht teilgenommen | nicht teilgenommen |
| 2014      | 1                  | 0                  | 1                  | Julia Marino       | 1                  |                    |                    |                    |                    |                    |
| 2018      | nicht teilgenommen | nicht teilgenommen | nicht teilgenommen | nicht teilgenommen | nicht teilgenommen | nicht teilgenommen | nicht teilgenommen | nicht teilgenommen | nicht teilgenommen | nicht teilgenommen |
| Gesamt    | Gesamt             | Gesamt             | Gesamt             | Gesamt             | Gesamt             | 0                  | 0                  | 0                  | 0                  | -                  |

### Jugend-Sommerspiele
| Jahr   | Athleten | Athleten | Athleten | Flaggenträger   | Sportarten     | Sportarten | Sportarten  | Sportarten | Sportarten       | Sportarten | Sportarten | Medaillen | Medaillen | Medaillen | Medaillen | Medaillen |
| Jahr   | Gesamt   | m        | w        | Flaggenträger   | Leichtathletik | Schwimmen  | Tischtennis | Tennis     | Beach-Volleyball | Reiten     | Rudern     |           |           |           | Gesamt    | Rang      |
| ------ | -------- | -------- | -------- | --------------- | -------------- | ---------- | ----------- | ---------- | ---------------- | ---------- | ---------- | --------- | --------- | --------- | --------- | --------- |
| 2010   | 5        | 2        | 3        | Verónica Cepede | 1              | 1          | 1           | 2          |                  |            |            |           |           |           |           |           |
| 2014   | 10       | 4        | 6        |                 | 3              | 1          | 1           | 1          | 4                | 1          | 1          |           |           |           |           |           |
| Gesamt | Gesamt   | Gesamt   | Gesamt   | Gesamt          | Gesamt         | Gesamt     | Gesamt      | Gesamt     | Gesamt           | Gesamt     | Gesamt     | 0         | 0         | 0         | 0         | -         |

### Jugend-Winterspiele
| Jahr      | Athleten           | Athleten           | Athleten           | Flaggenträger      | Sportarten         | Medaillen          | Medaillen          | Medaillen          | Medaillen          | Medaillen          |
| Jahr      | Gesamt             | m                  | w                  | Flaggenträger      | Sportarten         |                    |                    |                    | Gesamt             | Rang               |
| --------- | ------------------ | ------------------ | ------------------ | ------------------ | ------------------ | ------------------ | ------------------ | ------------------ | ------------------ | ------------------ |
| 2012–2016 | nicht teilgenommen | nicht teilgenommen | nicht teilgenommen | nicht teilgenommen | nicht teilgenommen | nicht teilgenommen | nicht teilgenommen | nicht teilgenommen | nicht teilgenommen | nicht teilgenommen |
| Gesamt    | Gesamt             | Gesamt             | Gesamt             | Gesamt             | Gesamt             | 0                  | 0                  | 0                  | 0                  | -                  |

## Medaillengewinner

### Goldmedaillen
Bislang (Stand 2017) keine Medaillengewinner

### Silbermedaillen
| Name                    | Spiele     | Sportart | Disziplin     | Anmerkung              |
| ----------------------- | ---------- | -------- | ------------- | ---------------------- |
| U-23-Nationalmannschaft | 2004 Athen | Fußball  | Männerturnier | erster Medaillengewinn |

### Bronzemedaillen
Bislang (Stand 2017) keine Medaillengewinner

## Medaillen nach Sportart
| Sportart | Gold | Silber | Bronze | Gesamt |
| Fußball  | 0    | 1      | 0      | 1      |
| Gesamt   | 0    | 1      | 0      | 1      |

## Medaillenspiegel
|                         |   |   |   | Gesamt | Rang |
| ----------------------- | - | - | - | ------ | ---- |
| Olympische Sommerspiele | 0 | 1 | 0 | 1      | 115  |
| Olympische Winterspiele | 0 | 0 | 0 | 0      | -    |
| Gesamt                  | 0 | 1 | 0 | 1      | 116  |